# Bigfoot och Hendersons
Bigfoot och Hendersons (engelska: Harry and the Hendersons) är en amerikansk familjefilm från 1987 i regi av William Dear, med John Lithgow, Melinda Dillon, Margaret Langrick och Joshua Rudoy i rollerna. Filmen vann en Oscar för Bästa makeup på Oscarsgalan 1988.

## Handling
George Henderson (John Lithgow) råkar köra på en bigfoot när familjen är på väg hem från en campingutflykt. Familjen tar med sig djuret hem, men upptäcker snart att det överlevt. De döper honom till Harry och han blir deras vän.

## Rollista
| John Lithgow      | – George Henderson       |
| Melinda Dillon    | – Nancy Henderson        |
| Margaret Langrick | – Sarah Henderson        |
| Joshua Rudoy      | – Ernie Henderson        |
| Kevin Peter Hall  | – Harry                  |
| David Suchet      | – Jacques Lafleur        |
| Lainie Kazan      | – Irene Moffitt          |
| Don Ameche        | – Dr. Wallace Wrightwood |
| M. Emmet Walsh    | – George Henderson Sr.   |
| Bill Ontiverous   | – Sgt. Mancini           |